# Randweg Eindhoven

Schematische Darstellung des Randwegs

Der Randweg Eindhoven (auf Deutsch so viel wie Umgehungsstraße Eindhoven) ist ein 17 Kilometer langer Autobahnabschnitt im Norden, Westen und Süden von Eindhoven. Der Randweg ist Teil der A2 und A67 und hat vier Autobahnkreuze. Der Randweg verbindet den Flughafen Eindhoven, das Zentrum, Veldhoven-Noord, Meerenakkerweg (in Planung), Veldhoven-Zuid, den High Tech Campus und Waalre miteinander.
Der Randweg ist nicht zu verwechseln mit dem Ring Eindhoven, dieser führt um das Eindhovener Zentrum herum.